# George Birmingham
Pour les articles homonymes, voir Birmingham (homonymie).
George Martin Birmingham (né le 3 août 1954) est un juge irlandais qui est président de la Cour d'appel depuis avril 2018 et juge de la Cour d'appel depuis octobre 2014. Il a auparavant été juge à la Haute Cour de 2007 à 2014. Il est Teachta Dála (TD) pour la circonscription de Dublin-Centre-Nord de 1981 à 1989 et ministre d'État de 1982 à 1987.

## Jeunesse
Birmingham est né à Dublin en 1954. Il fait ses études au St Paul's College de Raheny, au Trinity College de Dublin et à King's Inns, où il obtient son diplôme d'avocat. Il est admis au barreau en novembre 1976.
Au début de sa carrière juridique, il représente des clients dans des affaires commerciales, pénales et de droit du travail.

## Carrière politique

### Premières élections
Birmingham est élu à l'exécutif national du Fine Gael en décembre 1976. Il propose avec succès une motion au Fine Gael Ardfheis de 1978 pour que le parti demande un référendum sur le divorce. Il est élu pour la première fois en 1979, en tête du scrutin dans sa circonscription pour devenir membre Fine Gael de la Dublin Corporation pour Raheny. Il est élu pour la première fois au Dáil Éireann lors des élections générales de 1981 en tant que député Fine Gael pour la circonscription du centre-nord de Dublin. Il est nommé porte-parole du Fine Gael pour les affaires urbaines en 1982.

### ministre d'État
Entre 1982 et 1987, il est ministre d'État sous le Taoiseach Garret FitzGerald. En décembre 1982, il est nommé ministre d'État au ministère du Travail chargé de la jeunesse avec des fonctions supplémentaires de ministre d'État au ministère de l'Éducation chargé de la coordination de l'éducation et de la formation à partir de décembre 1983,.
En 1983, au Dáil, il défend au nom du gouvernement le libellé du huitième amendement de la Constitution irlandaise alors proposé, spécifiquement pour garantir que la Cour suprême d'Irlande ne puisse pas découvrir un droit nouveau à l'avortement.
En février 1986, il est nommé ministre d'État au ministère des Affaires étrangères, chargé notamment des Affaires européennes et de la Coopération au développement. Il est remplacé comme ministre d'État chargé de la Jeunesse par Enda Kenny. Le gouvernement avait envisagé de créer un poste de ministre des Affaires européennes pour Gemma Hussey afin de coordonner les affaires de la CEE, mais préfère nommer Birmingham au poste de ministre d'État, le faisant ainsi le premier ministre d'État aux Affaires européennes. Certaines affaires de la CEE sont déléguées par le ministre des Affaires étrangères à Birmingham.

### Retour dans l'opposition
Aux élections générales de 1987, Birmingham est réélu au Dáil bien que lui et son collègue de circonscription Richard Bruton n'aient obtenu ensemble que 24 % des voix. Le Fine Gael perd le pouvoir et Birmingham est nommé porte-parole du parti pour le travail par Alan Dukes en 1987, puis pour l'éducation en 1988,.
Birmingham perd son siège au Dáil aux élections générales de 1989.

## Carrière juridique
Il reprend sa carrière d'avocat en 1989, devenant Senior Counsel en 1999. Il exerce en droit pénal, poursuivant au nom du directeur des poursuites pénales. Il représente des supporters blessés lors de l'émeute de football de Lansdowne Road. Il participe aux procès de Michael McKevitt devant la Cour pénale spéciale en 2003 et de Linda et Charlotte Mulhall en 2006,.
Il est président de la Commission de recours en matière de censure des publications. Il est nommé président du Groupe consultatif sur le droit et la procédure pénale en 1996 par la ministre de la Justice Nora Owen.
Birmingham est le principal membre de la commission d'enquête sur l'affaire Dean Lyons. Il mène une enquête préliminaire pour le gouvernement avant le rapport Ferns sur des allégations d'abus sexuels commis par des religieux dans le diocèse catholique de Ferns.

## Carrière judiciaire
Le 3 mai 2007, il est sélectionné pour devenir juge à la Haute Cour et prend son poste en juin 2007.
En octobre 2014, il devient l'un des premiers juges de la Cour d'appel lors de sa création.
Le 24 avril 2018, le gouvernement irlandais nomme Birmingham président de la Cour d'appel. En tant que président de la Cour d'appel, il est membre de droit de la Cour suprême.
La nomination de Birmingham suscite une controverse politique, car il a été député Fine Gael et de ministre d'État dans les années 1980.